# Oligodon joynsoni
Oligodon joynsoni este o specie de șerpi din genul Oligodon, familia Colubridae, descrisă de Smith 1917. A fost clasificată de IUCN ca specie cu risc scăzut. Conform Catalogue of Life specia Oligodon joynsoni nu are subspecii cunoscute.